# Nová Ves (Jinonice)

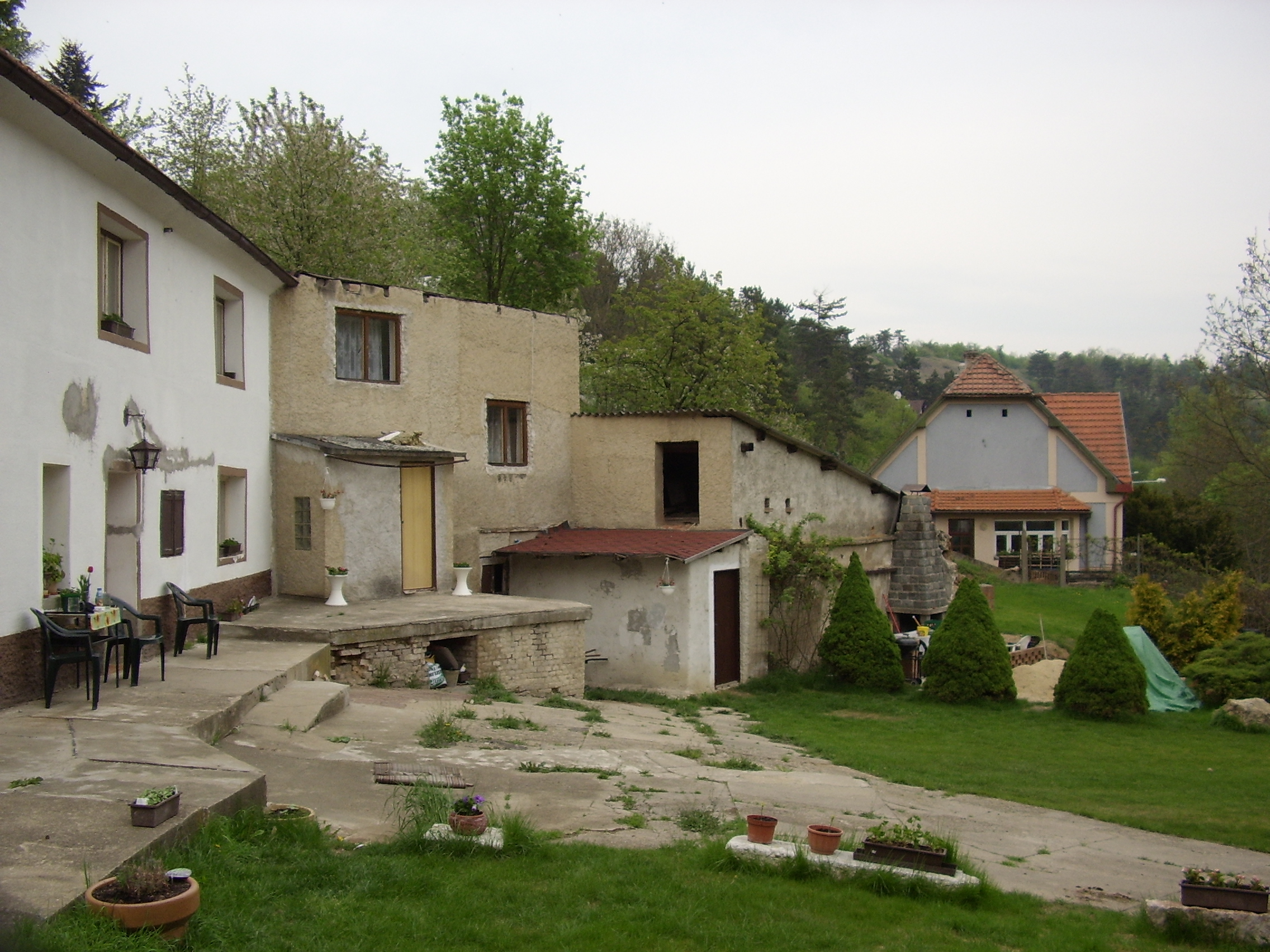
Zástavba v údolí

Nová Ves je část Prahy 13, která spadá do katastru Jinonic. Nachází se v kopcovitém terénu v Prokopském údolí na levém břehu Vltavy jihozápadně od centra. Její území má rekreační charakter a je převážně zalesněno. V západní části sousedí se sídlištěm Velká Ohrada.

## Charakter čtvrti
Zástavbu tvoří převážně rodinné domky, určitou část tvoří také chaty. Nalezneme tu i několik usedlostí.

## Historie
První písemná zmínka o Nové Vsi pochází z roku 1623, kdy ji koupil spolu s dalšími územími Pavel Michna z Vacínova a připojil ji k jinonickému panství, správa panství sídlila v Jinonicích. Poté bylo vlastníky dalších několika majitelů. V roce 1684 ji s celým panstvím koupil Ferdinand Vilém, kníže ze Schwarzenbergu a v majetku Schwarzenbergů zůstala Nová Ves až do roku 1920, kdy ji koupila spolu s celým panstvím pražská obec. Součástí Jinonic zůstala Nová Ves (stejně jako sousední Butovice) i při zřízení katastru a zavedení obecního zřízení. K Praze byly celé Jinonice včetně Nové Vsi a Butovic připojeny v roce 1922 v rámci vzniku Velké Prahy. Pravděpodobně při správní reformě účinné od 1. července 2001 byla tato části katastrálního území Jinonice (Nová Ves včetně retenční nádrže Asuán na Prokopském potoku) převedena z městské části Praha 5 k městské části Praha 13, katastrální hranice Jinonic a Stodůlek však přitom ani následně změněna nebyla a domy v Nové Vsi tak evidečně i nadále příslušejí k Jinonicím.
I když se Nová Ves připomíná již v 17. století, dnešní stavby pocházejí převážně z 20. století, některé z 19. a 21. století. Když Pavel Michna z Vacínova Novou Ves kupoval, stálo zde zřejmě několik mlýnů - to bylo však téměř vše. Můžeme tedy konstatovat, že Nová Ves je velmi mladou částí Prahy a Jinonic. Nejstarší dosud dochovanou stavbou je viniční usedlost Opatřilka, která byla postavena roku 1878.
V jižní části Nové Vsi jsou pojmenovány ulice po zvěři, jedna z ulic se nazývá U Dobráků - zdejší občané názvy vymysleli sami, což je zdejší specifikum.

## Doprava
Na území Nové Vsi nejezdí městská hromadná doprava. Nejbližší autobusová zastávka je vzdálena asi 1 km. Autem se do Nové Vsi nejlépe dostaneme z Jinonic Novoveskou ulicí, případně směrem z Velké Ohrady ulicí K Opatřilce.

## Chráněná území
Nová Ves se nachází na území Přírodního parku Prokopské a Dalejské údolí, Přírodní památky Opatřilka - Červený lom, což je území významné především geologicky (jde o jedno ze zdejších mnoha nalezišť zkamenělin) a dále také na území Přírodní rezervace Prokopské údolí. V severní části na její území vtéká Prokopský potok, na kterém je postavena retenční nádrž Asuán. Do něj poté ústí zleva Jinonický potok a nakonec sám ústí do Dalejského potoka mimo území Nové Vsi. Většina domů stojí mimo samotné údolí. Samotnou Novou Vsí prochází několik turisticky značených tras - zelená (Jinonice - Řeporyje) a modrá (Hlubočepy - Slivenec) turistická značka a několik cyklostezek, je zde i naučná stezka.

## Galerie

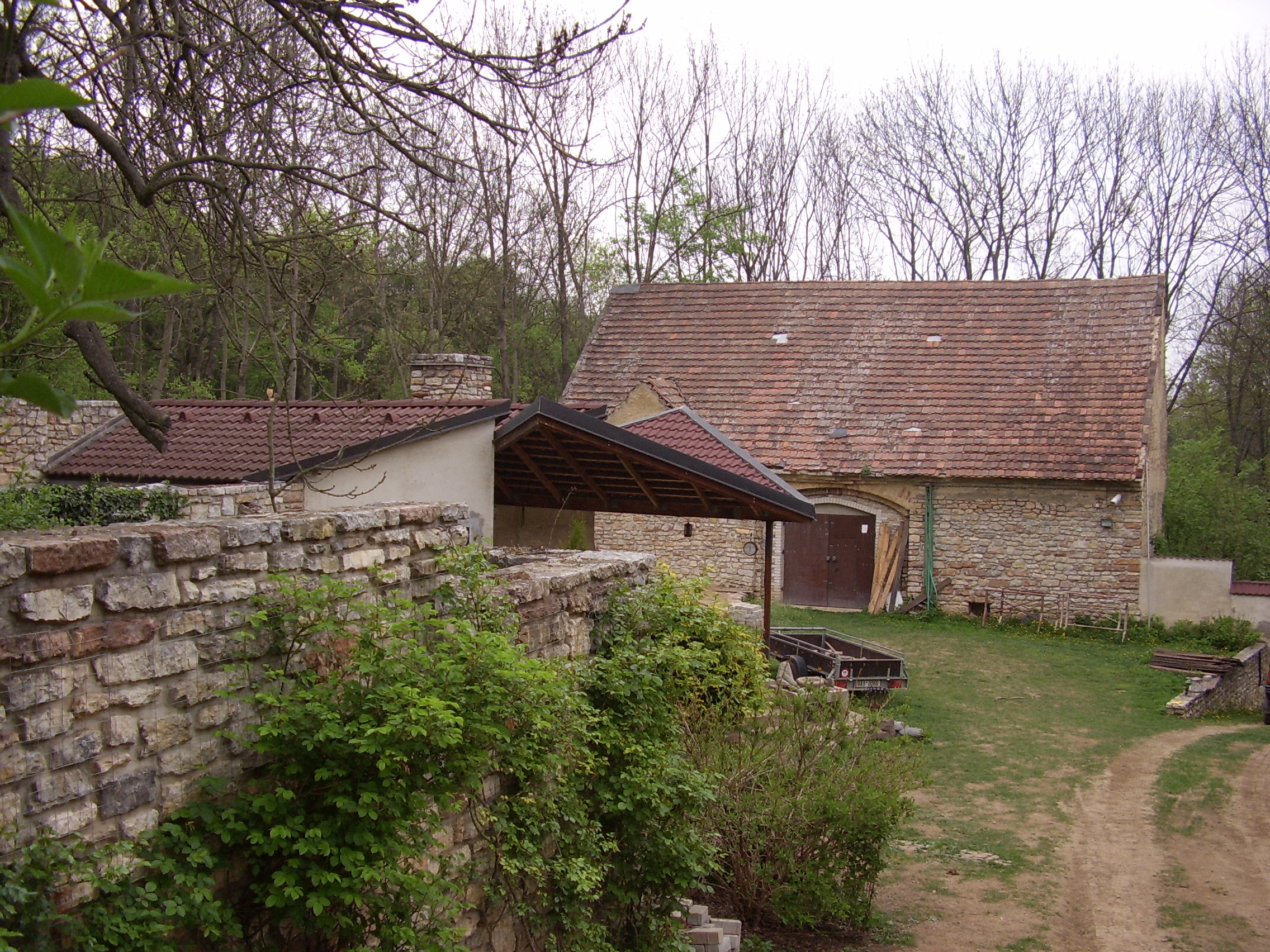
Opatřilka - viniční usedlost z 2. poloviny 19. století
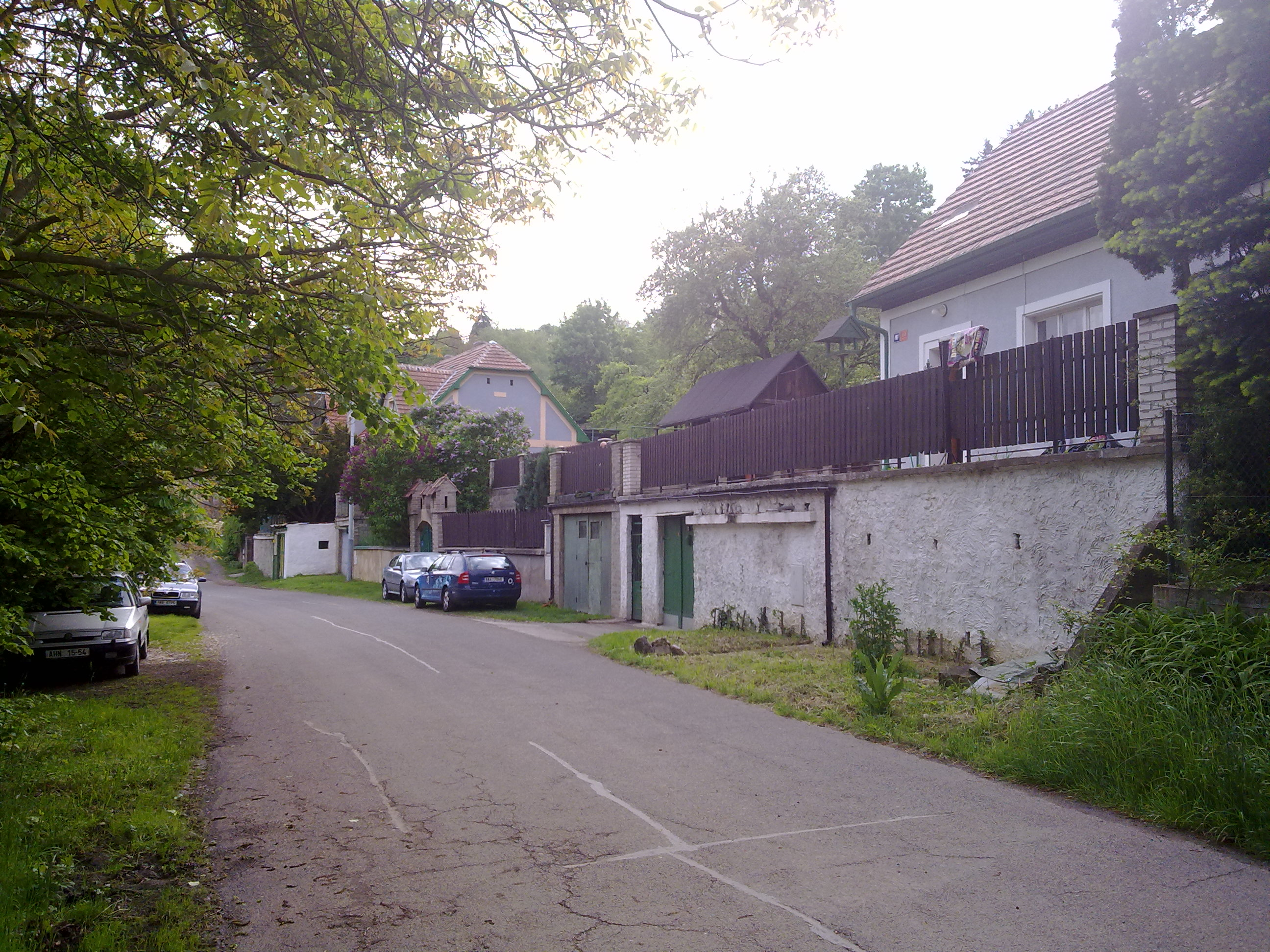
Zástavba v údolí (Ulice K Nové Vsi)
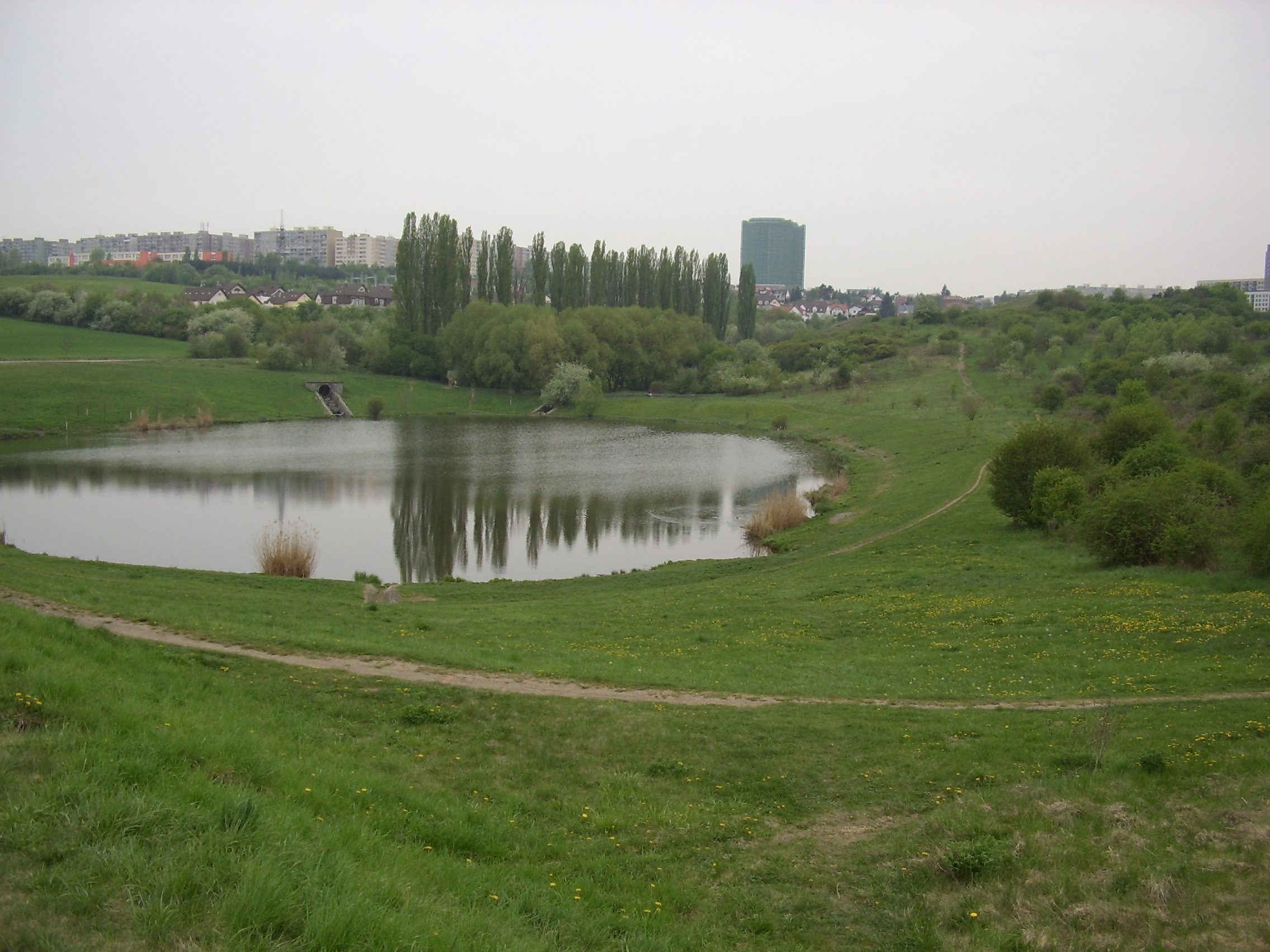
Retenční nádrž Asuán
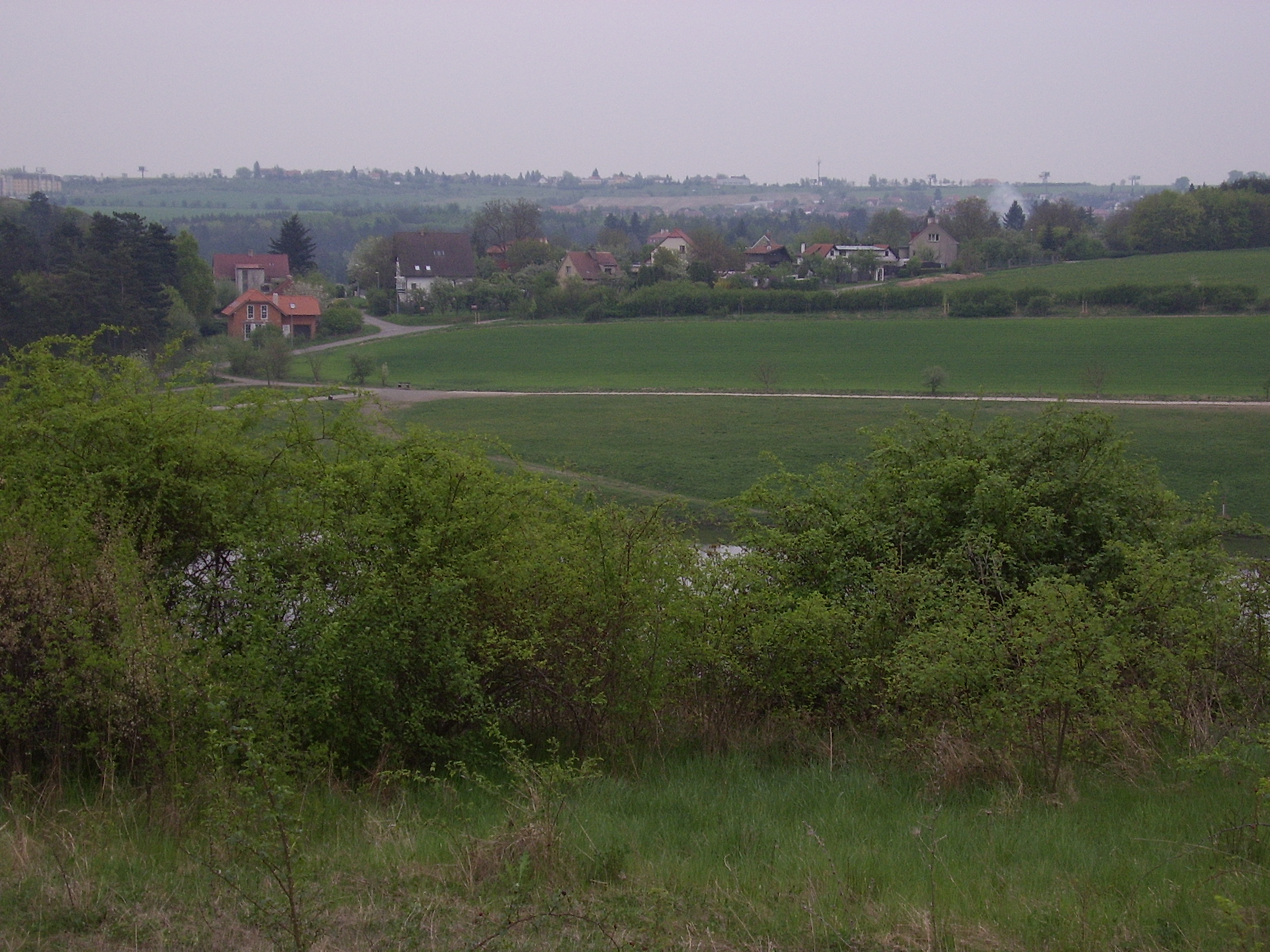
Panorama Nové Vsi - vpředu retenční nádrž Asuán a severní část Nové Vsi
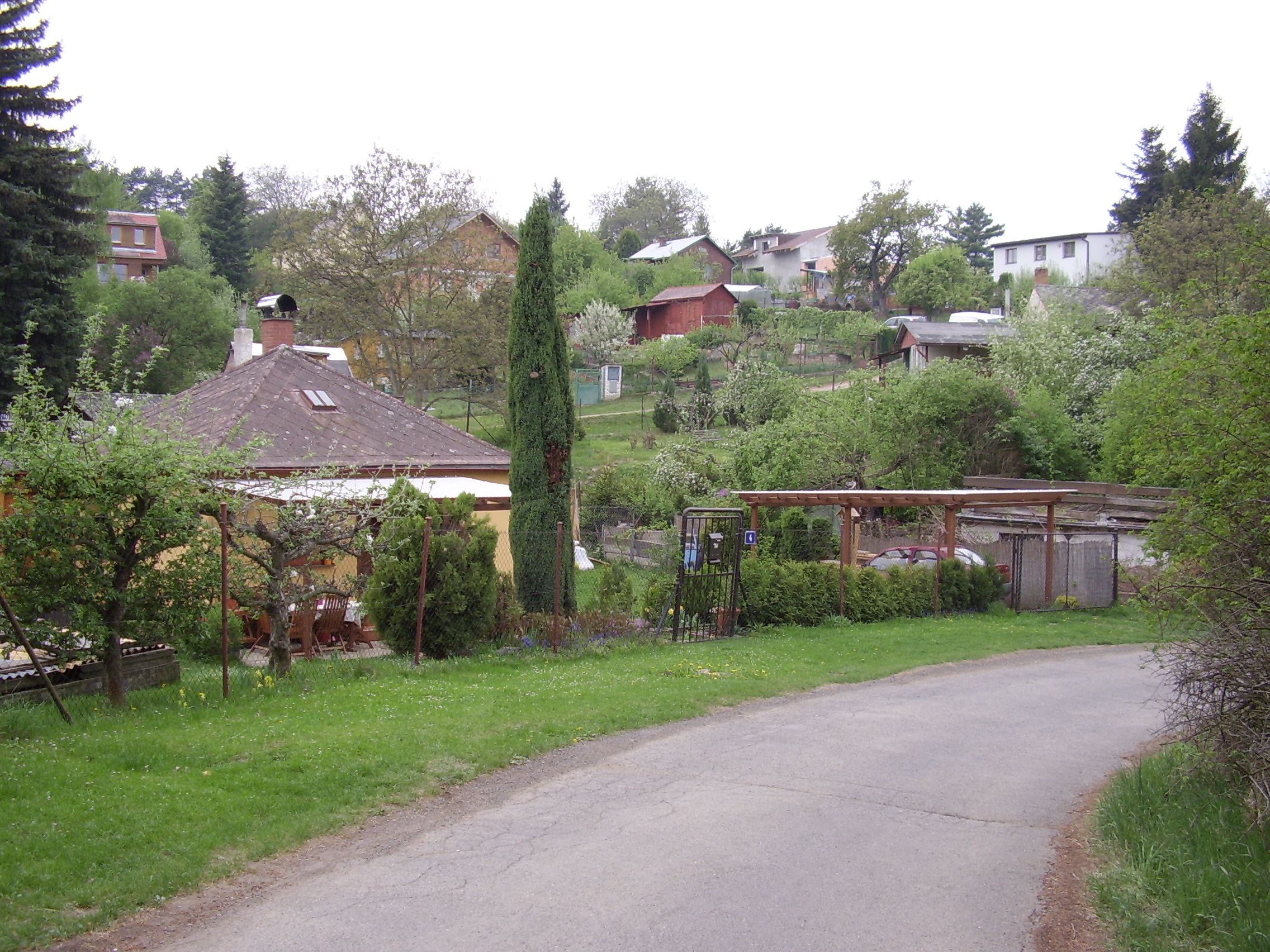
Jižní část Nové Vsi